# 尾叶猫乳
尾叶猫乳（学名：Rhamnella caudata），为鼠李科猫乳属下的一个植物种。